# Capel (Kent)
Capel es una parroquia civil y un pueblo del distrito de Tunbridge Wells, en el condado de Kent (Inglaterra).

## Geografía
Según la Oficina Nacional de Estadística británica, la parroquia de Capel tiene una superficie de 21,15 km². Además del pueblo homónimo, dentro de su límite se ubica Five Oak Green.

## Demografía
Según el censo de 2001, Capel tenía 2312 habitantes (49,57% varones, 50,43% mujeres) y una densidad de población de 109,31 hab/km². El 22,36% eran menores de 16 años, el 72,02% tenían entre 16 y 74 y el 5,62% eran mayores de 74. La media de edad era de 37,98 años. Del total de habitantes con 16 o más años, el 22,23% estaban solteros, el 62,67% casados y el 15,1% divorciados o viudos.
El 95,98% de los habitantes eran originarios del Reino Unido. El resto de países europeos englobaban al 1,04% de la población, mientras que el 2,98% había nacido en cualquier otro lugar. Según su grupo étnico, el 97,97% eran blancos, el 1,21% mestizos, el 0,52% asiáticos, el 0,13% negros y el 0,17% de cualquier otro salvo chinos. El cristianismo era profesado por el 78,55%, el budismo por el 0,26%, el islam por el 0,48%, el sijismo por el 0,13% y cualquier otra religión, salvo el hinduismo y el judaísmo, por el 0,13%. El 13,15% no eran religiosos y el 7,31% no marcaron ninguna opción en el censo.
1180 habitantes eran económicamente activos, 1150 de ellos (97,46%) empleados y 30 (2,54%) desempleados. Había 858 hogares con residentes, 19 vacíos y 3 eran alojamientos vacacionales o segundas residencias.